# J Majik
J Majik (nacido como Jamie Spratling,  Northwood, Inglaterra) es un DJ y productor de drum and bass. Ha estado activo desde su adolescencia a principios de la década de 1990.

## Biografía
Lanzó su primer tema en 1992 (como DJ Dextrous) en el sello discográfico Planet Earth. En 1994, había cambiado su nombre artístico al apodo actual (porque ya había otro DJ Dextrous dentro de la escena con seguidores) grabando con Suburban Base Records,  y estaba lanzando pistas en el sello Metalheadz. Desde entonces, Majik ha lanzado temas en el sello Mo' Wax y ahora dirige su propio sello, Infrared. También hace música bajo los nombres Innervisions e Infrared. 

## Colaboraciones
- Goldie
- Adam F
- Danny J
- DJ Hype
- Hatiras
- Kathy Brown
- Liquid People
- Sonic & Silver
- Wickaman
- Junglist BassPrey
- DJ Ugallu

## Discografía

### Álbumes seleccionados
- FabricLive.13
- Red Alert 2005
- Crazy World 2008

### Sencillos
- "Your Sound" (1995)
- "Jim Kutta" (1995)
- "Arabian Nights" (1996)
- "Love Is Not a Game" (con Kathy Brown) (2000) - UK #34[1]
- "The Lizard" (2000)
- "Solarize" (2001)
- "Metrosound" (con Adam F) (2002) - UK #54[1]
- "24 Hours" (2002)
- "Spaced Invader" (2001) en Defected Records
- "Scooby Doo" / "Spycatcher" (con Wickaman) (2004) - UK #67[1]
- "Crazy World" (con Wickaman) (2008)
- "In Pieces" (con Wickaman y Dee Freer) (2011)

### Remezclas
- 2003: Adam F - Where's My...?
- 2005: Breakfastaz - Midnight (con Wickaman)
- 2008: Deadmau5 & Kaskade - I Remember (con Wickaman)
- 2008: Goldie - Shining Down (con Goldie)
- 2010: The Qemists featuring Maxsta - Renegade (con Wickaman)
- 2010: Cutline - Die for You (con Wickaman)

### Lanzamientos de Infrared Records
| Año  | N.º    | Artista                       | Título                                  |
| ---- | ------ | ----------------------------- | --------------------------------------- |
| 2012 | RED001 | The Prototypes                | Cascade Remixes                         |
| 2012 | RED002 | J Majik & Wickaman            | Behind The Mask EP                      |
| 2012 | RED003 | Rewind                        | I Get Up / Rock My Body                 |
| 2012 | RED004 | Wickaman & SuddenDef          | The Return / Skreecher / The Truth      |
| 2012 | RED005 | Various Artists               | The InfraSound Vol. 1                   |
| 2012 | RED006 | Various Artists               | The InfraSound Vol. 2                   |
| 2012 | RED007 | Rewind                        | Love Yourself EP                        |
| 2012 | RED008 | Wickaman, Hoodlum & Mavrik    | Pitch Shift 2012 / Yes I                |
| 2012 | RED009 | Various Artists               | The InfraSound Vol. 3 (Dubstep Edition) |
| 2012 | RED010 | Wickaman, Hoodlum & SuddenDef | Bass Rider / Hurt You                   |
| 2013 | RED011 | Wickaman & RV                 | The Chant EP                            |
| 2013 | RED012 | Rewind                        | Soul Survivour EP                       |
| 2013 | RED013 | Various Artists               | The InfraSound Vol. 4 (Jungle Edition)  |
| 2013 | RED014 | J Majik & Wickaman            | Beyond Our Dreams / Fight It            |
| 2013 | RED015 | Guzzla                        | FunkSlap / Switch                       |
| 2013 | RED016 | Schoolboy & James Egbert      | Silver Lining EP                        |
| 2013 | RED017 | J Majik & Wickaman            | Lift Me Up EP                           |
| 2013 | RED018 | Karl Future & Brother Simon   | Soundshower / It's Over                 |
| 2013 | RED019 | Wickaman, SuddenDef & RV      | Snarl / Something Deeper                |
| 2013 | RED020 | Wickaman, Hoodlum & Mythz     | Frequency / Look In My Eyes             |
| 2013 | RED021 | Wickaman                      | The War Cry / Oriental Dreams           |
| 2013 | RED022 | J Majik & Wickaman            | Right Now EP                            |
| 2013 | RED023 | Karl Future & Brother Simon   | Praise / Tell The World                 |
| 2013 | RED024 | Salaryman                     | Era Of Man / Move On                    |